# 库鲁姆巴卢尔
库鲁姆巴卢尔（Kurumbalur），是印度泰米尔纳德邦Perambalur县的一个城镇。总人口11124（2001年）。

## 人口
该地2001年总人口11124人，其中男性5538人，女性5586人；0—6岁人口1154人，其中男577人，女577人；识字率63.87%，其中男性为71.83%，女性为55.98%。